# Das Gewinnlos
Das Gewinnlos (russisch Выигрышный билет, Wyigryschny bilet) ist eine Erzählung des russischen Schriftstellers Anton Tschechow, die am 9. März 1887 in der Peterburgskaja gaseta erschien. Zu Lebzeiten des Autors wurde der Text ins Bulgarische, Deutsche, Serbokroatische und Tschechische übertragen.

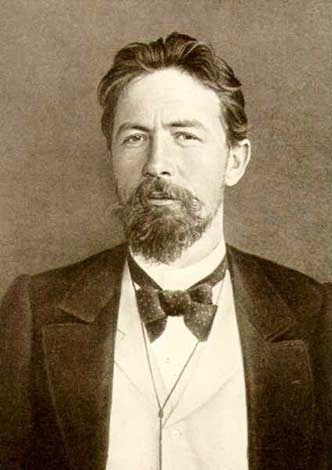
Anton Tschechow

## Handlung
Iwan Dmitritschs Frau Mascha hat ein Lotterielos gekauft. Iwan glaubt nicht an das Glück im Spiel. Trotzdem schaut er in der Tageszeitung die Gewinnliste durch. Die Seriennummer stimmt überein. Wenn nun noch die Losnummer innerhalb der Serie übereinstimmt, werden sie 75.000 Rubel gewinnen. Sie träumen davon, was sie damit alles anstellen könnten: ein Gut kaufen oder ins Ausland reisen. Dann jedoch kommen Iwan Zweifel daran, mit der alt gewordenen Mascha zu reisen, während er selbst sich noch jung und attraktiv fühlt. Aber das Los gehört Mascha. Iwans Freude verfliegt. Mascha, die ihren Iwan genau kennt, antwortet ihrerseits mit einem Blick, der ihm sagt: „Auf fremde Kosten läßt sich gut träumen … schlag dir das aus dem Sinn!“ Iwan, der den Blick Maschas auch ohne Worte versteht, hat in der Zeitung die Nummer des Gewinnloses inzwischen gefunden. Sie haben wieder einmal nicht gewonnen. Hoffnung und Hass kehren sich in Langeweile und Übellaunigkeit. Iwan hält es zu Hause nicht länger aus. Er möchte fortgehen und sich an der nächsten Espe aufhängen.

## Verfilmung
- Das Gewinnlos Kurzfilm (13 min, russisch) von Era Saweljewa,  1956, Sowjetunion mit Wiktor Chochrjakow als Iwan Dmitritsch und Warwara Obuchowa als seine Gattin Mascha.

## Deutschsprachige Ausgaben
- Das Gewinnlos. Deutsch von Hermann Röhl. S. 38–44 in Marga Erb (Hrsg.): Anton P. Tschechow: Aus den Notizen eines Jähzornigen. Erzählungen. Reclam, Leipzig 1972, ohne ISBN